# Ихтиотереол
Ихтиотереолът е потенциално силно невротоксичен полиацетилен. Извлича се от растителни видове от рода Ихтиотере, чието име произлиза от гръцка дума, буквално означаваща „рибя отрова“.

## Използване
Амазонските индианци намазват стрелите с отрова, причиняваща конвулсия, за да бъдат заловени бозайниците .